# Amorim Girão
Aristides de Amorim Girão (Fataunços, Vouzela, 1895 – Coimbra, 1960) foi um geógrafo português. Durante mais de quatro décadas (1916 a 1960), Amorim Girão ensinou e investigou na Universidade de Coimbra, tendo deixado uma marca decisiva nas gerações de estudantes posteriores a ele.

## Carreira
Formou-se na Faculdade de Letras da Universidade de Coimbra. Professor dessa mesma Faculdade, onde foi, por duas vezes, Director, fez o doutoramento em Ciências Geográficas em 1922, tendo sido o primeiro doutor em Geografia no nosso país.
Considerado uma autoridade científica no âmbito da Geografia de Portugal, colaborou em várias revistas eruditas, pertenceu a diversas agremiações científicas e participou em muitos congressos nacionais e internacionais.
Deixou uma vasta obra, quer de material cartográfico, quer de monografias, da qual se destacam: Bacia do Vouga: estudo geográfico (dissertação de doutoramento); Lições de Geografia Humana; Geografia de Portugal e Atlas de Portugal.
Foi, essencialmente, com base nos estudos de Amorim Girão sobre a divisão regional de Portugal que foi traçada a divisão administrativa do continente em províncias, levada a cabo em 1936. 

## Obras principais
- Geografia física de Portugal  (1915);
- Antiguidades pré - históricas de Lafões: contribuição para o estudo da arqueologia de Portugal (1921);
- Bacia do Vouga (1922);
- Viseu: estudo de uma aglomeração urbana (1925);
- O ensino da geografia nos liceus e nas universidades (1928);
- Esboço duma carta regional de Portugal: com a indicação das bases para a classificação das sub-regiões portuguesas (1930);
- Divisão regional, divisão agrícola e divisão administrativa (1932);
- Terá variado o clima em Portugal durante o período histórico (1932);
- Compêndios de geografia para o ensino primário (notas e críticas) (1934);
- Condições geográficas e históricas de autonomia política de Portugal (1935);
- Lições de geografia humana (1936);
- Formulário anotado do Registo Predial (1937);
- Desenvolvimento dos estudos geográficos em Portugal (1870-1940) (1940);
- Montemuro. A mais desconhecida Serra de Portugal (1940);
- Geografia de Portugal (1ª edição; 1941. 2ª edição; 1951);
- Atlas de Portugal (1ª edição; 1940. 2ª edição; 1958);
- Geografia Humana (1946);
- Portugal. Densidade da população por freguesias em 1940 (1948);
- Portugal e o Brasil no mundo de amanhã (1952);
- O mais antigo mapa de Portugal (1957);
- Glaciação Quaternária da Serra do Jurês (1958);
- Une ville du Portugal: Coimbra d'hier et d'aujourd'hui (1960).